# 펨브록 웰시 코기

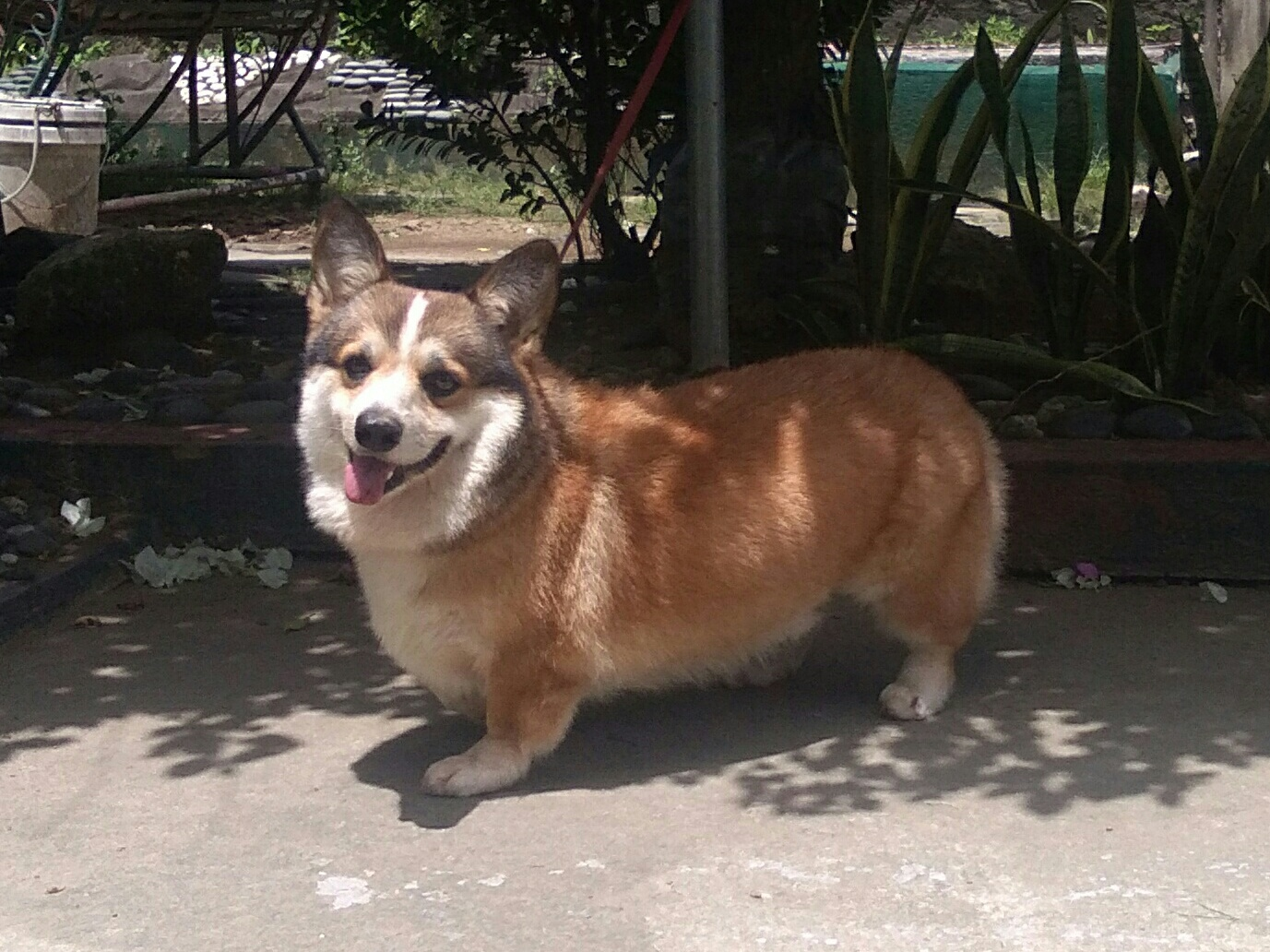

펨브록 웰시 코기(Pembroke Welsh Corgi, /ˈkɔːrɡi/, 웨일스어로 "난쟁이 개")는 웨일스의 펨브로크셔에서 시작된 가축 몰이견 품종이다. 웰시 코기로 알려진 두 품종 중 하나이고, 다른 하나는 카디건 웰시 코기(Cardigan Welsh Corgi)이다. 펨브록 웰시 코기는 스피츠 (개) 개 가족의 후손이다.
펨브록 웰시 코기는 재위 기간 동안 30마리 이상의 로열 코기들을 소유한 엘리자베스 2세 여왕이 선호하는 품종으로 유명하다. 이 개들은 70년 넘게 영국 왕실의 사랑을 받았지만, 영국 대중들 사이에서는 최근 인기와 수요가 쇠퇴하고 있다. 그러나 이 개들은 미국에서 여전히 매우 인기가 있다. 뉴욕, 보스턴, 로스앤젤레스, 샌프란시스코 등의 도시에서는 수백 마리의 개와 주인이 모여 하루를 보내는 '코기 모임'을 매년 개최한다.
펨브록 웰시 코기는 스탠리 코렌의 "The Intelligence of Dogs"에서 11위로 선정되었으며, 이 책에서는 이 품종이 탁월한 작업견으로 간주된다고 명시하고 있다. 아메리칸 케넬 클럽에 따르면 펨브록 웰시 코기는 2020년 가장 인기 있는 개 품종 11위로 선정되었다.